# Cyornis colonus
El papamoscas de la Sula (Cyornis colonus) es una especie de ave paseriforme en la familia Muscicapidae. Hasta 2010 se clasificaba en el género Rhinomyias.

## Distribución y hábitat
Es endémica de las selvas de las islas Sula (Indonesia).

## Estado de conservación
Se encuentra amenazada por la pérdida de su hábitat natural.

## Subespecies
Se reconocían las siguientes subespecies:
- C. c. colonus (Hartert, 1898) - islas Sula (al este de Célebes);
- C. c. pelingensis (Vaurie, 1952) - Peleng (al este de Célebes), y actualmente una especie para la mayoría de científicos;[4]
- C. c. subsolanus (Meise, 1932) - centro-este de Célebes, y actualmente se considera fruto de un error de etiquetado y no válida.[4]